# Darko Pavičić
Darko Pavičić (Osijek, 1967.) hrvatski novinar.

## Životopis
Pavičić je studirao filozofiju i bohemistiku, a kao novinar radi od 1988. godine. Pisao je za Danas, Vjesnik, Večernji list i Jutarnji list. U svojim tekstovima bavi se religijskim temama i vjerskim zajednicama. Živi i radi u Zagrebu. Oženjen je i otac petero djece.

## Djela
Pavičić je objavio nekoliko knjiga intervjua i kolumni, te uredio nekoliko biografija.
- Razgovori s kardinalom (1995.)[1]
- Tajna kardinalova vozača (1997.)[2]
- Papa i Hrvati (2005.)[3]
- Nepoznati papa (2011.)[4]
- Marijanska svetišta u Hrvatskoj (2011.)[5]
- Zlatko Sudac: život sa stigmama (2012.)[6]
- Franjina Crkva (2014.)[7]

## Vanjske poveznice
Mrežna mjesta
- Kaptolski dopisnik, Veritas 1/2010.
- kolumna u Večernjem listu